# Berryz仮面

## Berryz仮面
Berryz仮面（ベリーズかめん）は、Berryz工房の7人が演じる戦隊ヒロイン。
Berryz工房のコンサートでの演目や、さまざまなイベント・舞台で演じられている。

## 概要
初めて公の前に姿を現したのは、2008年春の℃-uteとの合同コンサートにおいてであった。その後はBerryz工房のコンサートやイベントに出没していたが、BS-TBSがスポンサーになってからは資金面でも余裕が生まれ、単独でのイベントやソーシャルゲームがリリースされるなどメディアミックス的に展開していった。しかし2012年秋の舞台を最後に、その消息は杳として知れない。
なお「仮面」と名乗っているが、特に仮面のようなものは付けていない。

## 登場人物
Berryzレッド - 須藤茉麻
リーダー。サブカラーは青。
Berryzブルー - 菅谷梨沙子
ギター担当。シンガーソングライターをめざしている。一人称が「ボク」。サブカラーは緑。
Berryzオレンジ - 夏焼雅
おバカ担当。サブカラーは紫。
Berryzグリーン - 熊井友理奈
格闘担当。サブカラーは紫。
Berryzピンク - 徳永千奈美
ツッコミ担当。サブカラーは青。
Berryzイエロー - 清水佐紀
サブリーダー、解説担当。サブカラーは青。
Berryzホワイト - 嗣永桃子
魔法担当。サブカラーは桃色。

## イベント・舞台
- Berryz工房&℃-ute 仲良しバトルコンサートツアー2008春 〜Berryz仮面 vs キューティーレンジャー〜（2008年4月20日・26日・29日・5月3日・4日）
- Berryz工房コンサートツアー 2008秋 〜ベリコレ!〜（9月6日・7日・13日・15日・21日・28日・10月11日・12日・19日・11月1日）
- Berryz工房ファンの集い2008（2008年11月30日、TFT HALL 1000）
- Berryz工房ファンの集い2009（2009年5月31日、中野サンプラザ）
- Berryz工房 ファンの集い2010.03〜天使のヒトミに気をつけろ!（2010年3月14日、山野ホール）
- Berryz工房結成7周年記念コンサートツアー2011春 〜週刊Berryzタイムス〜（2011年3月3日 - 5日・12日・19日・26日・4月9日・16日・17日）
- Berryz仮面がハロショに現る!!イベント（2013年7月 -8月、ハロー!プロジェクトオフィシャルショップ ・秋葉原店)[注釈 1]

## 帰ってきたBerryz仮面TV（仮）→ Berryz仮面TV〜新 帰ってきたベリーズ仮面〜
各エピソードは一日三公演、回替わりで公開収録された。USTREAMでは有料で公演の生配信と後日メンバーによるオーディオコメンタリーが配信され、BS-TBSでも2011年10月15日から2013年3月16日まで毎月第3土曜日 27:00 - 27:30に放送された。放送では舞台本編と、OP曲とED曲はミニライブからの映像が流れた。 2012年4月21日放送分より『Berryz仮面TV〜新 帰ってきたベリーズ仮面〜』に改題された。

### あらまし
Berryz仮面！7人は、地球の愛と平和を守るためベリーズ星からやって来た勇敢な乙女達なのである！
彼女たちは弱く資金難もあって一度は挫折し解散するも、再び集結し宿敵ブラックビッグハットを倒すため日々戦いを続けるのだった…

### 備考
- 全員が色違いで基本デザインが共通の衣装にリニューアルされた。さらに改題後に再度リニューアルされている。

- 劇中ではBS局で戦隊物の番組に出演しているという、メタフィクションな設定になっている。
- 宿敵"ブラックビッグハット"は、TBSの社屋の外観にちなんだ名称。
- 番外編の3話は、オレンジ(夏焼雅)不在。

### 公開収録
- 帰ってきたBerryz仮面（仮）VOL.1 - 3（2011年9月4日：CLUB CITTA'）
- 帰ってきたBerryz仮面（仮）VOL.4 - 6（2011年11月19日：ディファ有明）
- 新 帰ってきたBerryz仮面 VOL.1 - 3（2012年2月5日、日本橋三井ホール）
- 新 帰ってきたBerryz仮面 特別公演 VOL.1 - 3（2012年4月14日、山野ホール)[注釈 2]
- 新 帰って来たベリーズ仮面！ VOL.4 - 6 (2012年6月2日、ステラボール）
- 新 帰って来たベリーズ仮面！最終回　Vol.7 - 9（2012年10月6日、横浜BLITZ）

### テレビ放送
括弧内の放送日は全てBS-TBSでの場合。
- 帰ってきたBerryz仮面TV（仮）
  - 第一話「今度は強いかも!?の巻」(2011年10月15日）
  - 第二話「一番悪いのは誰?の巻」(2011年11月19日）
  - 第三話「ブルー記憶喪失?!の巻」(2011年12月18日）
  - 第四話「失った時間の巻」(2012年1月21日）
  - 第五話「謎解きは遊園地の中で…の巻」(2012年2月18日）
  - 第六話「そして旅立ち…の巻」(2012年3月17日）

- 新 帰ってきたベリーズ仮面
  - エピソードⅠ「勇敢な7人」(2012年4月21日）
  - エピソードⅡ「マカロン騒動記」(2012年5月19日）
  - エピソードⅢ「トンボの脱皮」(2012年6月16日
  - 番外編 I「マカロン騒動記」(2012年7月21日）
  - 番外編 II「アルバイト仮面」(2012年8月18日）
  - 番外編Ⅲ「悲しき、選ばれし者達」(2012年9月15日）
  - エピソードIV「憎きコスプレー一族の襲来」(2012年10月20日）
  - エピソードV「笑顔を失った姫を救え!」(2012年11月17日）
  - エピソードVI「なんチャーラマンに学べ!」(2012年12月15日）
  - エピソードVII「珍客救世主キターッ!」(2013年1月19日）
  - エピソードVIII「本物のヒーロー」(2013年2月16日）
  - 最終回「永遠の友…」(2013年3月16日）

## DVD
DVDでは本編以外に、テレビでは放送されなかった歌唱ライブ等が収録されている。
- 帰ってきた Berryz仮面!(仮) Vol.1（2012年2月）
- 帰ってきた Berryz仮面!(仮) Vol.2（2012年2月）
- 帰ってきた Berryz仮面!(仮) Vol.3（2012年5月）
- 帰ってきた Berryz仮面!(仮) Vol.4（2012年5月）
- 帰ってきた Berryz仮面!(仮) Vol.5（2012年9月）
- 帰ってきた Berryz仮面!(仮) Vol.6（2012年9月）
- 新 帰ってきた ベリーズ仮面! Vol.1（2012年12月）
- 新 帰ってきた ベリーズ仮面! Vol.2（2012年12月）
- 新 帰ってきた ベリーズ仮面! Vol.3（2013年1月）
- 新 帰ってきた ベリーズ仮面! 番外編 Vol.1（2013年1月）
- 新 帰ってきた ベリーズ仮面! 番外編 Vol.2（2013年2月）
- 新 帰ってきた ベリーズ仮面! 番外編 Vol.3（2013年2月）
- 新 帰ってきた ベリーズ仮面! Vol.4（2013年5月）
- 新 帰ってきた ベリーズ仮面! Vol.5（2013年5月）
- 新 帰ってきた ベリーズ仮面! Vol.6（2013年6月）
- 新 帰ってきた ベリーズ仮面! Vol.7（2013年6月）
- 新 帰ってきた ベリーズ仮面! Vol.8（2013年6月）
- 新 帰ってきた ベリーズ仮面! Vol.9（2013年6月）

## 関連CD
- シングル 付き合ってるのに片思い c/w「我ら!Berryz仮面」（2007年11月28日）
- アルバム 5(FIVE) 8曲目 「夢を一粒〜Berryz仮面 Ending テーマ〜」（日本：2008年9月10日、韓国：2008年9月17日）
- シングルヒロインになろうか! c/w「ヒーロー現る!」（2011年3月2日）

## ゲーム
- カードバトル「ベリーズ仮面」（ソーシャルゲーム、モバゲー。2012年3月21日開始～2013年2月15日終了）